# 무레촌 (나가노현)
무레촌(일본어: 牟礼村)은 일본 나가노현 가미미노치군에 놓여졌던 촌이다.
2004년 8월 11일에, 가미미노치군 사미즈촌과 합병 협의회를 설립해, 협의가 진행되었기 때문에 2005년 10월 1일에 이즈나정이 되었다.

## 역사
- 1955년 4월 1일 - 다카오카촌, 나가사토촌이 합병해 성립하였다.
- 2005년 10월 1일 - 사미즈촌과 합병해 이즈나정이 성립하였다. 동일 무레촌은 폐지되었다.

## 교통

### 도로
- 국도 18호선